# Laureà Carreras i Roure
Laureà Carreras i Roure (Girona, 1848 - Manila, Filipines, 1886) fou un compositor gironí.
Fou ajudant del seu pare Joan Carreras i Dagàs en l'Escola de Cecs de Barcelona i va introduir avantatjades modificacions en el sistema de Braille per ensenyar música a les persones cegues. després per oposició, fou nomenat músic major del regiment nº. 4 de guarnició a Manila, vila en la que hi trobà la mort.
Va compondre moltes obres i publicà una Colección de cantos y bailes Populares españoles.
Va morir a Manila probablement el gener de 1887, segons hemeroteques.